# Dragon Fall
Dragon Fall est une série de bande dessinée espagnole parodiant le manga Dragon Ball.

## Présentation
Dessinée par Nacho Fernandez et Alvaro Lopez, depuis 1997, du studio Hi No Tori Studio. Restant au départ fidèle à Akira Toriyama, la série prend ses marques et dérive souvent sur des tronçons d'histoire indépendantes à l'œuvre originale.

## Humour
On retrouve dans chaque tome de nombreux clins d'œil à d'autres séries : Ranma 1/2, Les Chevaliers du Zodiaque, Judge Dredd, Hulk,Naruto, Lanfeust de Troy, Neon Genesis Evangelion,Gundam, Pokémon, Les Télétubbies, le Marsupilami, Tintin, Gunnm, Ghost in the shell, Appleseed, Dominion tank police, Astérix, Inspecteur Gadget, les Looney Tunes, les Schtroumpfs, Akira, Trigun, Les Tortues ninja, Musclor, etc ; à des jeux vidéo : Street Fighter II, The King of Fighters,Tekken, Samurai Shodown, Metal Slug, etc ; à des films : Star Wars, Star Trek, Matrix, Rambo, Predator, Independence Day, Forrest Gump, Mars Attacks!, Men in Black, Terminator,  les séries sentai, etc ; et même à la politique (il y a un bref aspect de José María Aznar).
Les clins d'œil, extrêmement nombreux, particulièrement aux autres BD, constituent parfois un véritable défi à relever pour les connaisseurs tant ils sont fréquents et variés. Ceux-ci font partie intégralement de l'humour de Dragon Fall, qui dépassant la simple parodie de Dragon Ball, constitue un véritable medley (pot-pourri) de caricatures et de parodies assaisonné d'un humour gras particulier, spécifique à la culture manga. Cela dit les auteurs poussent jusqu'au bout les détails piquants du dessin animé original (situations lentes et répétitives, puissance des combattants se multipliant sans cesse, méchants devenant des alliés des héros, etc), tout en suivant la trame principale. Tout cela prouve l'énorme culture des auteurs en matière de bandes dessinées et de Dragon Ball en particulier.
On peut aussi remarquer que bien souvent les auteurs se moquent d'eux-mêmes, n'hésitant pas à publier un dessin raté pour le transformer en gag. Par exemple lors du tournoi d'arts martiaux un dessin qui peut passer inaperçu montre les deux combattants faisant la taille des gradins (perspective ratée), et à la page suivante, l'un des personnages pousse l'autre dans les tribunes (avec la même perspective), révélant ainsi l'erreur qui s'avère être énorme et les auteurs interviennent alors pour s'excuser.

## Publication
Cette parodie a d'abord été publiée en Espagne et en Argentine, mais son succès a dépassé les frontières par le biais d'Internet où l'on peut trouver des scanlations en plusieurs langues.
En 2006, Akileos a acquis les droits pour l'édition française (traduction de Germanico Laposse) pour : la France, la Belgique, la Suisse et le Canada. Cette édition reprend l'édition espagnole compilée en 10 volumes + le volume 0. Chaque tome reprend 5 volumes de la première édition espagnole qui fut sortie en une cinquantaine de tomes + 2 spéciaux. La série est rééditée, d'abord en Espagne, puis en France, toujours chez Akileos, en une édition dite Ultimate.

## Liste des épisodes
| No | Titre français                      | Titre japonais | Titre japonais | Date de 1re diffusion |
| No | Titre français                      | Kanji          | Rōmaji         | Date de 1re diffusion |
| -- | ----------------------------------- | -------------- | -------------- | --------------------- |
| 0  | Sus aux boules !                    |                |                |                       |
| 01 | Le Commencement                     | 惑             | Waku           | 12 avril 2006         |
| 02 | Sonson et Vegetal                   | 抗             | Kō             | 19 avril 2006         |
| 03 | C'est la zone !                     | 動             | Dō             | 26 avril 2006         |
| 04 | Go ! Go ! Power !!                  | 探             | Tan            | 3 mai 2006            |
| 05 | Touche pas a mes boules !           | 変             | Hen            | 10 mai 2006           |
| 06 | Branlée Cybernetique                |                |                | 17 mai 2006           |
| 07 | Rock'n'Roll High School             |                |                |                       |
| 08 | Sauvez le Soldat Ryan !             |                |                |                       |
| 09 | On vit dans une époque formidable ! |                |                |                       |
| 10 | Méli Mélo                           |                |                |                       |

### Titres des volumes originaux
- 01. Au commencement
- 02. Tordu Génial
- 03. Abracadabra
- 04. C'est la guerre !
- 05. Changeons tout avec le bâton magique !
- 06. Nouvelle édition du Grand Tournoi
- 07. Soson Goku a grandi d'un coup
- 08. Soson Goku a grandi d'un coup (cette fois c'est sur)
- 09. L'Arrivée de Vegetal (et tout et tout)
- 10. Qui Sème...
- 11. Va de Hostias
- 12. Pluie de Marrons
- 13. Allez vous en, Monsieur Vegetal !
- 14. Wilma, Ratage à domicile
- 15. Invasion !!
- 16. Wilma, Ratage a domicile
- 17. GO ! GO ! Power... !
- 18. Avec plus de mille éléphants !
- 19. Ne dites pas qu'on ne nous avait pas prévenus
- 20. Attention va pas découper noel !
- 21. Turboaventuraespaciarl
- 22. No me toques las bolas !!
- 23. Al rico marciano !!
- 24. La cosa va a petar
- 25. La invasion de los Tamagoshi
- 26. Hostias Ciberneticas
- 27. Parece que va a Llover (hostias)
- 28. Me parece que nos Atacan
- 29. Problemas con Celutilis (Jodete, so gorda)
- 30. Celulitis insiste (JO !)
- 31. Rock & Roll High School
- 32. Super, Super-Man
- 33. La Llegada del Reino (SIC.)
- 34. Pero Donde esta Soson Gokuh ?
- 35. Hay hostias para parar un tren
- 36. Un Superpuyadin bien Guado
- 37. Ensalada de Punos y kome james
- 38. Salvad al soldado Ryan !!!
- 39. Turbo
- 40. Turbo
- 41. Turbo
- 42. Turbo
- 43. Turbo
- 44. Turbo
- 45. Turbo
- 46. Turbo
- 47. Turbo
- 48. Super Turbo
- 49. GTI
- 50. GTI
- Número especial, 0
- Número especial, 00 - Cronicas Venusianas

## Personnages

### Soson Goku
Soson Goku est un personnage assimilé à Son Goku. Il est pratiquement identique à son modèle physiquement. Dans la BD, c'est un abruti fini qui ne comprend jamais ce qu'il se passe. Il se fait pratiquement toujours battre à tous ses combats, et les quelques-uns qu'il ne perd pas ne sont souvent gagnés que par le hasard ou une aide extérieure. Néanmoins, il a une capacité incroyable à survivre aux attaques qu'il subit, comme le verront Vegetal et la Force Spéciale Ranger. Il a également une forte tendance à détruire un peu tout ce qu'il trouve sans le faire exprès, notamment les bâtiments. Il a un enfant avec sa femme Chicha sans vraiment comprendre comment il a fait, et gagne le championnat du monde d'arts martiaux alors qu'il avait abandonné avant même le début de son premier match.

### Autres
- Vegetal, assimilé à Vegeta
- Chun Gohan, assimilé à Son Gohan
- Chun Goten, assimilé à Son Goten
- Wilma, assimilé à Bulma
- Chicha, assimilé à Chichi
- Discolo, assimilé à Piccolo
- Tikrilin, assimilé à Krilin
- Trakatranks, assimilé à Trunks
- Eneryansha, assimilé à Yamcha
- Yajigrobé, assimilé à Yajirobé
- Tente, assimilé à Dendé
- Maître Tordu, assimilé à Kamé Sennin (Maître Tortue (Géniale) ⇒ Maître Tordu)
- Flunch, assimilé à Lunch
- Cellulite, assimilé à Cell
- Frigo, assimilé à Freezer
- Zafion, assimilé à Zabon
- Dodotia,  assimilé àDodoria
- Guigne,  assimilé à Ginyû
- Pisse, assimilé à Jeese
- Albornoz, assimilé à Butta
- "Reacum" (le nom n'est pas donné dans le manga), assimilé à Reacum
- "Ghourd" (le nom n'est pas donné dans le manga),  assimilé à Ghourd
- Cold, portant le même nom que le personnage qu'il assimile : le Roi Cold
- Aubergine, assimilé à Kiwi
- Le maître des Gruges, parodie de Tsuru Sennin
- A-XVII,  assimilé à C-17
- A-XVIII,  assimilé à C-18
- A-XVI, caricature de C-16
- Dr. Gore, assimilé à Docteur Gero, aussi appelé C-20
- Dyeu, assimilé à Kami-sama
- M. Pompom, assimilé à Mr. Popo
- Maître Sakarine, assimilé à Maître Karin
- Bouboule, assimilé à Boo
- Broccoly, assimilé à Broly
- Coola, assimilé à Cooler

Nacho Fernandez et Alvaro Lopez, les auteurs, se représentent également souvent eux-mêmes dans le manga, même au milieu des batailles ou moments-clés.